# Lelkesedés
A lelkesedés görög megfelelője az enthusiasmus, az entheos szóból származik, melynek jelentése: aki Istennel van teli, akibe Isten lelke szállt, és magánkívüli állapotba helyezte. Sejtető kifejezés ez, mégis alapvetően egy pozitív kicsengése van a szónak. Kérdéses, hogy valójában pozitív célra ösztönöz-e ez a belső tűz. A történelem sok negatív szereplőjét éltethette valamiféle belső tűz, de az aligha nevezhető pozitívnak.
A magyarban az enthusiasmus jelentését a következő szinonimákkal lehetne visszaadni: „emelkedett, a köznapin magasan fölötte álló hangulata az elmének, midőn valamely érzelem, gondolat, szándék nemcsak eltölti tudatunkat, uralkodik rajtunk, legnagyobb érdeklődésünket kelti, hanem egyszersmind boldoggá tesz és gyakran viharos erővel tettekre ragad”. (A Pallas nagy lexikona)

## A szó tartalma
Amiben lélek van az erős, és erejét ki is mutatja.
Tehát a lelkesedés egyfajta motiváció, ami nem csupán a kötelességtudatból fakad, nem pusztán egy gyári robotolás, hanem maga a tűz, ami fellobban, elementáris erővel tör elő, olykor a legváratlanabb helyzetekben. Legjobb példa erre a valódi szerelem. Olyan, amit nem találni minden bokorban. Valójában a szerelmesek is ettől tudnak elragadóak lenni, kilépni a hétköznapiasságból, és átélni a szárnyalást. A Pallas nagy lexikona ezt így fejezi ki: A lelkesedésben az érzelem dominál; valamit nagyon szeretünk, annyira, hogy saját magunkról megfeledkezünk, saját magunkat a szeretett személy vagy ügy szolgálatába bocsátjuk; ez áll előtérbe, ennek rendeljük alá magunkat, ennek tulajdonítunk mindent meghaladó becset; s ha ez a szeretet, ez az intenzív érdeklődés egész valónkat megragadja, erősebb mozgásba hozza, tettekre bírja, akkor van meg a lelkesedés. A lelkesedésben ez a magunkról való megfeledkezés s viharos indulat a fő. Tehát az alapja az állandó, erős szeretet az ügy iránt, melynek a józan ésszel kell párosulnia, hogy visszatartsa az egyént a túlzásoktól. Két összetevője a tettre készség és a jókedvű rajongás. Mindkettő erős érdeklődésből fakad, melyet az erős szeretet és érzelmi azonosulás táplál az ügy, tevékenység vagy személy iránt.

## Ellentétes megközelítés
Ellentétes megközelítésből nézve a kiégési szindróma második fázisát jelzi, amikor a lelkesedés alábbhagy, és hiába van tisztában az egyén kompetenciáival, ez nem tud neki kellő löketet adni a cselekvés motivált véghezviteléhez.

## Filozófiai kitekintő
Odüsszeusz esete elgondolkodtató filozófiai lecke lehet arra, milyen arányban öltött testet cselekvésében a lelkesedés, az elszántság, a leleményesség, a kitartás és a túlélési vágy. Mi lehetett fő mozgatórugója? Mennyire tehető egy oldalra az elszántság és a lelkesedés? Mi a különbség a kettő szó tartalma, világa között? Érdekes a görögből fordított szavak tanulmányozása, mert a szó hangulata, világa is benne rejlik, amit mi több szinonimával igyekszünk megragadni. Míg az eredetiben egy szó tartalmazza a jelentésvilágot is.

„A harcos egyszerre fegyelmezett és szenvedélyes, amikor elfogja a lelkesedés. Az egyhangúság soha nem vezet nagy tettekhez.”

– Paulo Coelho